# ستافوردشير الجنوبية (دائرة انتخابية في المملكة المتحدة)
ستافوردشير الجنوبية (بالإنجليزية: South Staffordshire)‏ هي إحدى الدوائر الانتخابية في المملكة المتحدة الممثلة في مجلس العموم في برلمان المملكة المتحدة.
عضو البرلمان الذي يمثلها حالياً هو :Sir Patrick Cormack (Con).